# كاثرين إيفانز
كاثرين إيفانز (بالإنجليزية: Kathryn Evans)‏ هي ممثلة بريطانية، ولدت في 6 مارس 1952 في لندن في المملكة المتحدة.

## وصلات خارجية
- كاثرين إيفانز على موقع ميوزك برينز (الإنجليزية)